# میرا نایر
میرا نایر (انگلیسی: Mira Nair؛ زادهٔ ۱۵ اکتبر ۱۹۵۷) هنرپیشه، کارگردان و تهیه‌کننده اهل هند است که در نیویورک زندگی می‌کند. وی از سال ۱۹۸۶ میلادی تاکنون مشغول فعالیت بوده است.
مشهورترین فیلمِ ساختهٔ او سلام بمبئی (۱۹۸۸) نام دارد که توانست دوربین طلایی جشنواره کن را از آنِ خود کند و برای گرفتنِ جایزه اسکار بهترین فیلم غیرانگلیسی‌زبان نامزد شود.
از دیگر ساخته‌های میرا نایر می‌توان از فیلم‌های ونیتی فیر (۲۰۰۴)، آملیا (۲۰۰۹) و میسیسیپی ماسالا (۱۹۹۱) نام برد.